# Openbravo
Openbravo — коммерческая свободно распространяемая ERP-система с веб-интерфейсом и функциональными возможностями POS, ориентированные для применения в малом и среднем бизнесе. В Openbravo включены возможности по управлению финансами, поставками, проектами, производством, продажами, и многие другие.
Существует несколько редакций программы и каталог платных плагинов.
Проект Openbravo появился в 2006 году как форк проекта Compiere, ориентированный на работу онлайн и имеющий более простой и дружественный интерфейс, чем Compiere.
В 2006 году проект Openbravo получил награду EIBT как высокотехнологичный инновационный проект для бизнеса. Данная награда учреждена ANCES — Испанским Национальным Центром Ассоциации Бизнес-Инноваций.
В 2006 году проект Openbravo получил финансирование класса A от фонда SODENA, специализирующегося на финансировании перспективных проектов для экономики Испании.
В 2007 году проектом Openbravo была приобретена POS-система Librepos.
С выходом в феврале 2008 года Openbravo POS версии 2.00 были реализованы возможности организации фронт-офиса для сбора информации в точках продаж для дальнейшей её передачи и обработки в системе Openbravo ERP.
В Мае 2014, Openbravo ERP было переименовано в Openbravo ERP Platform, который сменил имя на Openbravo Business Suite в Мае 2015.

## Архитектура системы
Openbravo работает через веб-интерфейс. Сервер может быть установлен на Windows NT 5.0+ или Linux.
Необходимое дополнительное программное обеспечение: Jakarta Tomcat, Java 2 Platform Standard Edition 5.0, PostgreSQL 8.1.4 или Oracle Database 10g release 2 или MySQL[уточнить], и Apache Ant 1.6.5.